# Psychotria stenostachya
Psychotria stenostachya är en måreväxtart som beskrevs av Paul Carpenter Standley. Psychotria stenostachya ingår i släktet Psychotria och familjen måreväxter. Inga underarter finns listade i Catalogue of Life.